# Fagepauropus breviseta
Fagepauropus breviseta är en mångfotingart som beskrevs av Walter Hüther 1982. Fagepauropus breviseta ingår i släktet Fagepauropus och familjen Polypauropodidae. Inga underarter finns listade i Catalogue of Life.